# Tempest (album, Bob Dylan)
Tempest je pětatřicáté studiové album Boba Dylana. Album vyšlo v září 2012 u vydavatelství Columbia Records. Producentem alba je Jack Frost, což je Dylanův pseudonym, pod kterým produkoval již několik svých alb.

## Seznam skladeb
| Pořadí         | Název                 | Autor                    | Délka |
| -------------- | --------------------- | ------------------------ | ----- |
| 1.             | Duquesne Whistle      | Bob Dylan, Robert Hunter | 5:43  |
| 2.             | Soon After Midnight   | Dylan                    | 3:27  |
| 3.             | Narrow Way            | Dylan                    | 7:28  |
| 4.             | Long and Wasted Years | Dylan                    | 3:46  |
| 5.             | Pay in Blood          | Dylan                    | 5:09  |
| 6.             | Scarlet Town          | Dylan                    | 7:17  |
| 7.             | Early Roman Kings     | Dylan                    | 5:16  |
| 8.             | Tin Angel             | Dylan                    | 9:05  |
| 9.             | Tempest               | Dylan                    | 13:54 |
| 10.            | Roll on John          | Dylan                    | 7:25  |
| Celková délka: | Celková délka:        | Celková délka:           | 68:31 |

## Obsazení
- Bob Dylan – kytara, klávesy, klavír, zpěv
- Tony Garnier – baskytara
- George G. Receli – bicí
- Donnie Herron – Steel kytara, banjo, housle, mandolína
- Charlie Sexton – kytara
- Stu Kimball – kytara
- David Hidalgo – kytara, akordeon, housle